# CV-58
La CV-58 es una carretera convencional que enlaza La A-7 con Játiva a su paso por Llosa De Ranes. tiene 4,5 km. 
Inicia su recorrido con el enlace con la A-7 y atraviesa el término de Llosa de ranes. Tiene un enlace de entrada y salida y otra solo de entrada en dicha localidad. atraviesa la pedanía de Sorio donde se accede en una salida dónde también se puede desviar hacia La Granja de la Costera. Pasa a través de un puente el río Cañoles y así llega a Játiva donde hay dos rotondas. La primera donde se encuentra el centro comercial Plaza Mayor, la CV-58a que termina en dicho punto y el cementerio a través de una carretera. En 2018 se construyó una segunda rotonda dónde enlaza los polígonos industriales de L' Estret y La Víla, sirviendo esta última de ronda para acceder al norte de la ciudad y a Novele y Valles. La CV-58 termina con el cruce con la CV-645 en la tercera rotonda y de ahí ya se accede recto al centro urbano. 
Como N-340:
Antes del traspaso en octubre de 2015 del Ministerio de Fomento a la Generalitat Valenciana, era el tramo entre la A-7 a la altura de La Llosa de Ranes y Albaida de la N-340, la carretera más larga del país. Su recorrido es el mismo que la CV-58 actual, sólo que la N-340 adentraba dentro de la ciudad y proseguia en las actuales CV-620( de Xativa a Alfarrasi, el último kilómetro lo toma de la carretera que enlaza con la CV-60 y la CV-640) con 17 kilómetros de longitud y la CV-62 (desde Montaverner a Albaida) con 8 kilómetros de longitud.   
La CV-58 básicamente era antes la N-340, cuyo recorrido era el mismo que la carretera mencionada, solo que alargaba el recorrido hasta Albaida.   
CV-58a
Anteriormente era N-340a y es una vía de servicio de la propia CV-58 tal como lo era de la N-340 cuando la vía era estatal y que era la carretera original hasta que se construyó la variante en 1998, de donde es ahora la CV-58. Sirve como carretera alternativa hacia La Llosa de Ranes en días donde la vía principal esté saturado de coches y también sirve para acceder a la Pedanía de Sorio y La Granja de la Costera. El km 0 se encuentra en la entrada desde Xativa en La Llosa De Ranes  y enlaza con Sorio y la Granja de la costera. Termina en la primera rotonda de Játiva al lado del Centro comercial Plaza Mayor con 1, 610 kilómetros de longitud. 
- Datos: Q48781515